# We Are Denied... They Deny It
We Are Denied... They Deny It è una demotape degli Aus-Rotten.

## Tracce
1. Vietnam Is Back
2. Media Faith
3. Out Tonight
4. Urban Decay
5. Make It End
6. Getting To Me
7. Final Decay
8. Denied
9. My Life